# Delia del Carril
Delia del Carril Iraeta (Saladillo, Buenos Aires, 27 de septiembre de 1884-Santiago de Chile, 26 de julio de 1989), conocida como «La Hormiguita», fue una grabadora, pintora y dibujante argentina, conocida principalmente por ser pareja del poeta chileno Pablo Neruda.

## Sus inicios
Quinta hija del matrimonio aristócrata de estancieros de Argentina, formado por Víctor del Carril Domínguez y Julia Iraeta Iturriaga (pareja que tuvo 18 hijos, de los cuales vivieron trece), nació en las estancias familiares del matrimonio, en Saladillo. Fue educada por institutrices extranjeras: alemanas, francesas e inglesas, con quienes pasó los primeros años de su infancia. A los cuatro años, su padre le regaló un caballo para que lo acompañara en sus paseos; así, se convirtió en una excelente jinete, debido a que dedicaba gran parte del día a recorrer los campos, con el asombro de sus hermanos y el temor de sus institutrices. Las obligaciones políticas del padre como diputado, obligaron a la familia a mudarse a Buenos Aires y Delia fue matriculada en un colegio de monjas italianas, más abiertas a la discusión filosófica y a la curiosidad intelectual.
En 1899, cuando Delia se preparaba para celebrar su fiesta de 15 años, su padre se suicidó dejándole un profundo dolor en el alma. La madre se trasladó a vivir a París con sus 13 hijos, para que tuvieran una educación más completa. Sus facilidades económicas le permitieron realizar constantes viajes entre Argentina y Europa, por lo que pudo establecer amistades con importantes artistas de la época de 1920 en Francia. Finalizada la Primera Guerra Mundial, Delia se instaló en París donde conoce a su primer esposo Adán Diehl Arget, un intelectual argentino que residía en la zona. Posteriormente, Delia comenzó a estudiar pintura y dibujo con el pintor cubista Fernand Léger y con André Lhote, lo que le permitió tener integración dentro en el mundo intelectual francés para luego, iniciarse como militante del Partido Comunista parisino, al cual sus maestros pertenecían y cuyas ideologías eran cercanas a la Asociación de Escritores y Artistas Revolucionarios.

## Su vida en España
Delia viaja a España en tiempos de la República, mientras se gestaba la guerra civil española. Tras la separación de Adán Diehl Arget, se instaló en Madrid y comenzó a estudiar en la Academia de San Fernando y formó parte de los grupos intelectuales que frecuentaban su hermana mayor y su cuñado Ricardo Güiraldes. Fue su afán por ayudar a sus amigos artistas y pobres durante la guerra lo que provocó que Isaías Cabezón la apodara como La Hormiguita, debido a la energía que desplegaba para lograr sus propósitos.

## Vida con Pablo Neruda
En junio de 1935, Delia conoció al poeta chileno Pablo Neruda cuando éste ejercía la labor de cónsul de Chile en Madrid; la pareja inició rápidamente un romance que perduró por 20 años. Ella tenía 50 años y él 30. Después de que el poeta se divorciara a distancia de María Antonia Hagenaar Vogelzang, Maruca, con quien se había casado a fines de 1930, en 1943 la pareja se fue a México, en donde quisieron hacer efectivo su matrimonio. Sin embargo, esta unión no fue reconocida por la justicia chilena, debido a que su divorcio de Maruca fue declarado ilegal. Luego de iniciar su vida en común, Delia tomó la decisión de abandonar su carrera artística para convertirse en secretaria y editora de los textos del poeta. Ese mismo año, Delia llegó a Chile con su esposo. En Santiago, se instalaron en la Casa Michoacán de Los Guindos, en la Avenida Lynch Norte 164 en La Reina —el nombre de esa casa proviene de Michoacán, estado mexicano cantado por Neruda, y de Los Guindos, el nombre del barrio—. La casa se convirtió en lugar de reunión de «los grandes intelectuales, artistas y literatos de aquel entonces».
En 1949, Neruda salió de Chile debido a la persecución de que fue objeto por parte del gobierno de Gabriel González Videla. Así, la relación con Delia se rompió en el exilio mientras el poeta vivió con su futura última esposa, Matilde Urrutia. Cuando Neruda regresó en 1952, volvió a instalarse en Michoacán de los Guindos con Delia y allí, en 1954, celebró sus 50 años; pero al año siguiente, en 1955, la pareja se separó definitivamente.

## Estadía en Chile
Tras su separación con Neruda en 1954, Delia hizo un intento de regresar a Buenos Aires, pero al cabo de un año decidió que su mundo afectivo estaba en Chile, y regresó a este último país en 1959. Allí, Delia tomó la decisión de dedicarse por completo al dibujo y al grabado y en la década de 1960 la artista comenzaría a formar parte del Taller 99, dirigido por Nemesio Antúnez, después de haber adquirido experiencia al trabajar con Stanley William Hayter en el Atelier 17 de París al igual que el hermano de Nemesio, Enrique Antúnez. En el Taller 99 Delia pudo continuar perfeccionando y desarrollando nuevas técnicas en torno al grabado. De igual manera, realizó obras al óleo, destreza que no pudo continuar producto de la secuelas de un accidente que limitó su motricidad. Por ende, fue su desempeño gráfico lo que la llevó a destacarse tanto en el campo visual chileno como en el extranjero. Además, fundó en esta misma década la Galería Sol de Bronce junto a Guillermo Núñez y Delia Barahona con el motivo de incrementar y dinamizar el campo de galerías existentes en Santiago de Chile
Delia, «flor de único tallo indoblegable» como la llamó Rafael Alberti, falleció en La Reina, Santiago de Chile el 26 de julio de 1989 a los 104 años de edad. Como no tuvo herederos, la «Hormiguita» dejó Michoacán de Los Guindos al Partido Comunista de Chile y, desde entonces, «esta colectividad política tiene a su cuidado la casa y el patrimonio artístico-cultural de la grabadora». Actualmente, allí funciona el museo de Delia del Carril, donde también se realizan diversos eventos.

## Estrategia visual
Su edad madura no fue un impedimento para que la artista realizara obras de gran tamaño. Sus obras se caracterizan por ser monocromas y de trazo grueso, que dan cuenta tanto de figuras humanas como de la fisionomía equina, especialmente de los caballos, que Delia conocía rigurosamente desde su infancia en Argentina. A través de sus grabados, Delia del Carril supo expresar su visión sobre tópicos como sentimientos humanos, la amistad, la ternura, el amor y la relación de pareja. Finalmente, en 1961 realizó su primera exposición individual en la Galería Beaux Arts de Santiago de Chile.

## Premios y distinciones
- 1969 Premio Amigos del Museo de Arte Moderno, Santiago.

## Exposiciones
Entre las exposiciones de Del Carril están:

### Individuales
1. 1960 Galería Carmen Waugh, Santiago, Chile.
2. 1961 Galería Tume, Buenos Aires, Argentina.
3. 1962 Unión Soviética.
4. 1962 Delia del Carril, Centro Brasileño de Cultura, Santiago, Chile.
5. 1962 Exposición Pequeña, París, Francia.
6. 1963 Centro Brasileño, Santiago, Chile.
7. 1964 Delia del Carril, Óleos, Dibujos, Grabados, Sala de la Universidad de Chile, Santiago, Chile.
8. 1965 Galería Lirolay, Buenos Aires, Argentina.
9. 1965 Galería Sena, Buenos Aires, Argentina.
10. 1966 Galería Central de Arte, Santiago, Chile.
11. 1967 Galería Lirolay, Buenos Aires, Argentina.
12. 1967 Galería Central de Arte, Santiago, Chile.
13. 1969 Galería Josie Perón, París, Francia.
14. 1970 Aguafuertes, Galería Central de Arte, Santiago, Chile.
15. 1972 Montevideo, Uruguay.
16. 1974 Instituto Chileno Francés de Cultura, Santiago, Chile.
17. 1975 Homenaje a Delia del Carril, Instituto Chileno Francés, Santiago, Chile.
18. 1975 Galería Bellavista, Santiago, Chile.
19. 1976 Delia del Carril, Galería Bellavista 61, Sala Paulina Waugh, Santiago, Chile.
20. 1976 Perú.
21. 1976 51 Grabados de Delia del Carril, Centro Colombo–Americano, Bogotá, Colombia.
22. 1976 Argentina.
23. 1977 Delia del Carril, Instituto Chileno Norteamericano de Cultura, Santiago, Chile.
24. 1980 Delia del Carril, Sala El Claustro, Galería de la Merced, Santiago, Chile.
25. 1981 Galería del Claustro de la Merced, Santiago, Chile.
26. 1981 El Caballo en el Arte, Instituto Cultural de Las Condes, Santiago, Chile.
27. 1982 Galería El Claustro, Santiago, Chile.
28. 1982 Homenaje al Taller 99, Espacio Cal, Santiago, Chile.
29. 1983 Presencia de Delia del Carril. 98 Años. Santiago, Chile.
30. 1983 Gráfica, Sala Lessing, Instituto Chileno Alemán de Cultura, Concepción, Chile.
31. 1983 Dibujos y Óleos, Presencia de Delia del Carril, Instituto Chileno Norteamericano de Cultura, Santiago, Chile.
32. 1983 Presencia de Delia del Carril, Instituto Chileno Norteamericano de Cultura, Concepción, Chile.
33. 1984 Sala de Exposiciones de la Escuela Moderna, Santiago, Chile.
34. 1985 Homenaje a los 100 Años de Delia del Carril. Galería de la Escuela Moderna de Música, Santiago, Chile.
35. 1989 Exposición Plástica, Casa de la Cultura Michoacán, La Reina, Santiago, Chile.
36. 1990 Grabados de Delia del Carril, Galería de Arte Él Caballo Verde, Concepción, Chile.
37. 1991 Retrospectiva Homenaje a Delia del Carril, Centro de Extensión de la Universidad Católica, Santiago, Chile.
38. 1996 Exposición de Grabados, Galería Modigliani, Viña del Mar, Chile.
39. 1996 Grabados y Dibujos de Delia del Carril, Galería Samoiedo, Viña del Mar, Chile.
40. 2007 Grabados de Delia del Carril, Casa Museo La Chascona, Santiago, Chile.
41. 2008 España en el Corazón, Delia en el Corazón, Galería de Arte Universidad Católica de Temuco, Chile.

### Colectivas
1. 1957 I Exposición Internacional del Grabado Contemporáneo, Museo Nacional de Bellas Artes, Santiago, Chile.
2. 1959 Nueva Pintura y Escultura Chilena, Museo Nacional de Bellas Artes, Santiago, Chile.
3. 1961 Dibujos y Grabados: Asociación Chilena de Pintores y Escultores, Museo de Arte Contemporáneo, Santiago, Chile.
4. 1963 I Bienal Americana de Grabado, Museo de Arte Contemporáneo, Santiago, Chile.
5. 1965 Latin American Art Since Independence, Estados Unidos.
6. 1966 Third Bienale, American Art, Córdoba.
7. 1966 Chilean Representative, La Muestra Chilena, California, Estados Unidos.
8. 1967 Cotemporary Chilean art: by artists associated with the University of Chile, Universidad de Chile, Santiago, Chile.
9. 1967 Contemporary Art of Chile, Organization of American States, Estados Unidos.
10. 1967 Contemporany Art of Chile, Panamerican Union, Washington D. C., Estados Unidos.
11. 1967 International showing of engravings, Vancouver, Canadá.
12. 1967 Exposición de La Habana, Casa de las Américas, La Habana, Cuba.
13. 1968 I Bienal de Quito, Ecuador.
14. 1968 I Bienal de Quito, Casa de la Cultura Ecuatoriana, Ecuador.
15. 1968 Chile en la 1.ª Bienal de Quito, Museo de Arte Contemporáneo, Santiago, Chile.
16. 1968 Exposición de Arte Contemporáneo, Museo de Arte Contemporáneo de la Universidad de Chile, Santiago, Chile.
17. 1970 Grabados, Galería Central de Arte, Santiago, Chile.
18. 1970 América, no Invoco tu Nombre en Vano, Museo de Arte Contemporáneo, Santiago, Chile.
19. 1970 Grabados Chilenos Contemporáneos, Galería de Exposiciones Temporales, Museo de Arte Moderno, México.
20. 1970 Grabados de Chile, Sala Municipal de Buenos Aires, Argentina.
21. 1970 Grabado Chileno Contemporáneo, Casa de la Cultura Jalisciense, Jalisco, México.
22. 1972 Exposición Anual 1972, Museo Nacional de Bellas Artes, Santiago, Chile.
23. 1974 Dibujos y Grabados del Museo de Arte Contemporáneo, Museo de Arte Contemporáneo, Santiago, Chile.
24. 1976 Litografías, Galería Bellavista 61, Santiago, Chile.
25. 1976 Grabados de la Colección permanente. Museo de Arte Contemporáneo, Santiago, Chile.
26. 1977 Exposición Agenda Lord Cochrane 1978, Museo de Arte Contemporáneo, Santiago, Chile.
27. 1978 Homenaje a Goya, Instituto Goethe, Santiago, Chile.
28. 1978 Colectiva, Claustro Dominico Apoquindo, Santiago, Chile.
29. 1979 Exposición de T.A.V., Taller de Artes Visuales, Instituto Chileno Norteamericano de Cultura, Santiago, Chile.
30. 1979 Exposición Colectiva, Seminario de Los Domínicos, Santiago, Chile.
31. 1980 Galería La Merced, Sala El Claustro, Santiago, Chile.
32. 1981 Dos Generaciones de Grabadores, Galería del Cerro, Santiago, Chile.
33. 1981 Poesía Israelí a través de la Expresión Plástica Chilena, Museo Nacional de Bellas Artes, Santiago, Chile.
34. 1982 Galería La Merced, Sala El Claustro, Santiago, Chile.
35. 1982 Taller 99, Espacio Cal, Santiago, Chile.
36. 1983 Galería Olga S., Estocolmo, Suecia.
37. 1983 Homenaje al Taller 99, Galería Espaciocal, Santiago, Chile.
38. 1983 Mujeres en el Arte de Chile, Instituto Chileno Norteamericano de Cultura, Santiago, Chile.
39. 1984 Artistas Mujeres Chilenas, Instituto Chileno Alemán, Santiago, Chile.
40. 1985 Pintores Chilenos, Escuela Moderna de Música, Santiago, Chile.
41. 1986 Ayer y Hoy del Taller 99, Galería del Cerro, Santiago, Chile.
42. 1989 Colectiva en Homenaje a Delia del Carril, Galería de Arte El Caballo Verde, Concepción, Chile.
43. 1990 Cinco Décadas de Pintura en Chile, La Feria del Hogar, Santiago, Chile.
44. 1992 El artista ayuda al niño de COANIL, Galería de Arte Jorge Carroza L., Santiago, Chile.
45. 1996 Exposición de Grabados, Sala de Exposiciones Espacio Abierto, Galería Imperio, Santiago, Chile.
46. Galería de Arte Modigliani, Viña del Mar, Chile
47. 1999 Exposición Colección del Museo, Museo de Arte Contemporáneo, Santiago, Chile.
48. 1999 Obras Escogidas de la Pinacoteca de la Universidad de Concepción, CasaPiedra, Santiago, Chile.
49. 2000 Chile Cien Años Artes Visuales: Segundo Período (1950 - 1973) Entre Modernidad y Utopía. Museo Nacional de Bellas, Santiago, Chile.
50. 2003 Exposición Matta - Hormiga., Asociación de Pintores y Escultores de Chile - APECH, Antofagasta, Chile.
51. 2003 Alternating Currents, Firstsite, The Minones Art Gallery, Essex, Reino Unido.
52. 2006 50 Años Taller 99, Galería La Sala, Santiago, Chile.
53. 2006 50 Años Taller 99, Museo Nacional de Bellas Artes, Santiago, Chile.
54. 2007 Grandes Creadores Contemporáneos: 26 Artistas, Galería Modigliani, Valparaíso, Chile.
55. 2010 El Árbol de la Memoria, Corporación Cultural de Las Condes, Santiago, Chile.